# Hasmonea Lwów

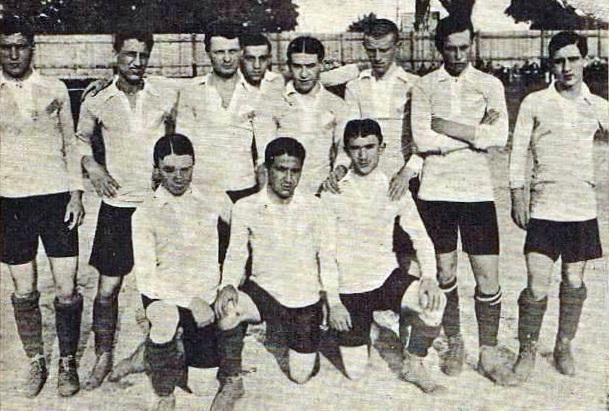
Đội bóng đá Hasmonea Lwów, khoảng năm 1915

Hasmonea Lwów là một câu lạc bộ thể thao Do Thái-Ba Lan có trụ sở tại thành phố Lwów (nay thuộc Lviv, Ukraine), thành lập vào năm 1908. Đây là câu lạc bộ thể thao đầu tiên dành riêng cho các vận động viên Do Thái. Tên được được đặt theo triều đại hoàng gia Hasmoneus. Tên đầy đủ bằng tiếng Ba Lan là Żydowski Klub Sportowy Hasmonea Lwów.
Hasmonea là một trong bốn câu lạc bộ có trụ sở tại Lwów đang chơi ở Giải hạng nhất Ba Lan và là câu lạc bộ bóng đá Do Thái nổi tiếng nhất ở Ba Lan. Năm 1928, CLB xếp thứ 13 trong giải đấu và rơi xuống giải đấu hạng hai. Cầu thủ bóng đá nổi tiếng nhất trong đội là Zygmunt Steuermann. 

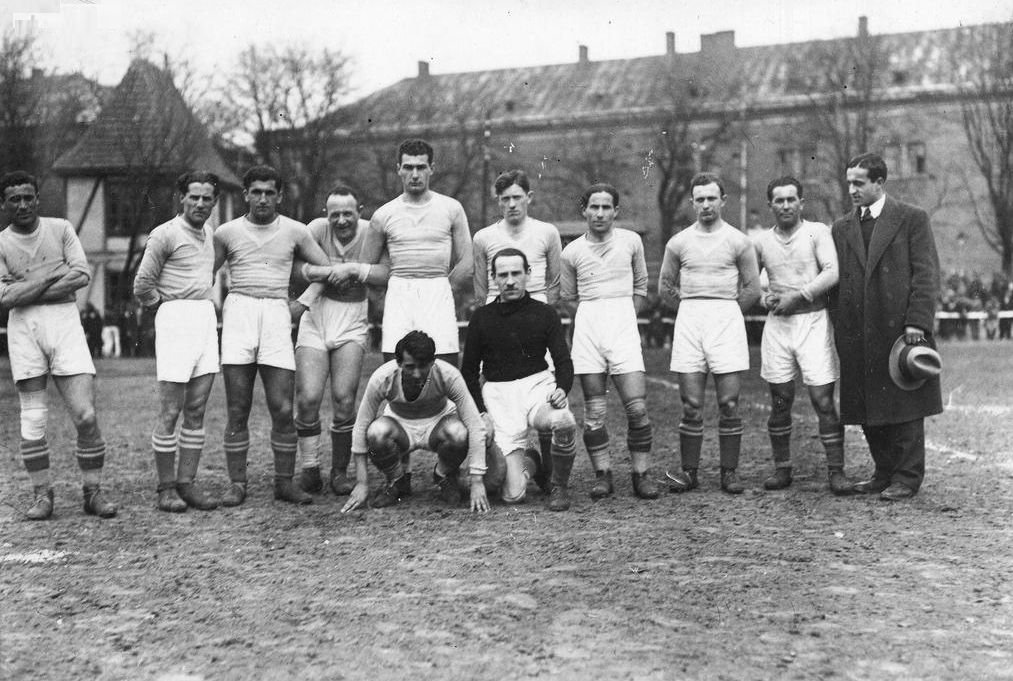
CLB Hasmonea Lwow, năm 1935

Hasmonea cũng nổi tiếng vì có những VĐV chơi bóng bàn xuất sắc. Năm 1933, Hasmonea là đội vô địch giải bóng bàn quốc gia Ba Lan, và vận động viên Alojzy Ehrlich đã ba lần giành huy chương bạc trong Giải vô địch bóng bàn thế giới (1936, 1937, 1939). Một cầu thủ vô địch trong các năm đó là Leopold Weiss, giống như Ehrlich và một số thành viên khác, sống sót sau khi Đức Quốc xã chiếm đóng ở Lwów.